# André Horta
André Filipe Luz Horta (Almada, 7 novembre 1996) è un calciatore portoghese, centrocampista dell'Almería in prestito dal Braga.

## Biografia
È il fratello minore di Ricardo Horta, attaccante dell'SC Braga e suo compagno di squadra nelle giovanili del Benfica e del Vitória Setúbal.

## Caratteristiche tecniche
Centrocampista che, alla fantasia lusitana, unisce la velocità tipica di un calciatore alto meno di 170 centimetri.

## Carriera

### Club

#### Vitória Setúbal
Dal 2004 al 2012 gioca nelle giovanili del Benfica per poi passare al Vitória Setúbal all'età di 15 anni. Nel 2014 viene promosso in prima squadra dall'allora tecnico Domingos Paciência.
L'esordio in campionato risale al 12 dicembre 2014 in occasione della sconfitta casalinga contro il Boavista (0-1), subentrando a Junior Ponce all'inizio del secondo tempo. Conclude la prima stagione da professionista con 8 presenze.
Il 5 dicembre 2015 mette a segno la sua prima rete in carriera in occasione della trasferta vinta contro il Belenenses (0-3), realizzando il secondo gol della gara. In stagione colleziona 36 partite e 2 reti, attirando l'attenzione di prestigiosi club europei.

#### Benfica e il prestito al Braga
Il 1º giugno 2016, dopo l'ottima stagione con la maglia dei sadinos, sceglie di far ritorno al Benfica, squadra in cui aveva iniziato a giocare da bambino, firmando un contratto quinquennale. L'esordio arriva il 7 agosto successivo in occasione della finale della Supercoppa di Portogallo vinta contro il Braga per 3 a 0. Il 13 agosto, sei giorni dopo, arriva anche l'esordio in campionato, bagnato con la prima rete in maglia biancorossa: il 2 a 0 contro i rivali del Tondela. Il 13 settembre 2016 disputa la sua prima partita di Champions League contro i turchi del Beşiktaş (1-1).
Il 14 maggio 2017 vince il campionato lusitano con un turno d'anticipo, distanziando di sei punti i rivali del Porto. Il 28 maggio successivo vince anche la sua prima Coppa di Portogallo, imponendosi per 2 a 1 contro il Vitória Guimarães.
Conclude la sua prima stagione con la maglia del Benfica con un totale di 16 presenze e 1 rete, mettendo in bacheca tre titoli nazionali.
Il 30 agosto 2017 viene ceduto, a titolo temporaneo, al Braga. L'esordio arriva il 14 settembre successivo in occasione della partita di Europa League vinta contro i tedeschi dell'Hoffenheim (2-1). Il 6 gennaio 2018 sigla la sua prima rete con la nuova maglia nella vittoriosa trasferta contro il Boavista. Conclude l'annata con un bottino di 30 presenze e 1 gol.

#### Approdo in MLS: Los Angeles
Il 27 marzo 2018 passa a titolo definitivo agli statunitensi del Los Angeles FC per una cifra vicina ai 5 milioni di euro, concludendo tuttavia la stagione al Braga. L'esordio in MLS risale al 27 luglio, in occasione del pareggio interno contro i LA Galaxy (2-2).

#### Ritorno al Braga
Nell'estate del 2019, rientra in Europa e firma un contratto pluriennale con il Braga. L'8 agosto debutta nella sfida esterna contro i danesi del Brondby (2-4), valevole per il terzo turno delle qualificazioni all'Europa League, realizzando un gol ed un assist. Dopo dieci giorni esordisce anche in campionato nella trasferta contro lo Sporting Lisbona. Disputa complessivamente 4 stagioni in maglia biancorossa, vincendo una Coppa di Portogallo nel 2021.
Colleziona, nel corso della seconda esperienza con i lusitani, 190 presenze e 10 gol.

#### Olympiakos, ritorno al Braga e seconda esperienza in Grecia
Il 20 gennaio 2024 si trasferisce all'Olympiakos con la formula del prestito fino al termine della stagione. Al termine della stagione ritorna al Braga dove nei primi 6 mesi colleziona 12 presenze; il 27 gennaio 2025 ritorna, nuovamente in prestito ai greci.
Passaggio in prestito all'Almeria
Il 22 luglio 2025 passa in prestito all'Almeria.

## Statistiche

### Presenze e reti nei club
Statistiche aggiornate al 2 maggio 2025.
| Stagione               | Squadra                | Campionato             | Campionato | Campionato | Coppe nazionali | Coppe nazionali | Coppe nazionali | Coppe continentali | Coppe continentali | Coppe continentali | Altre coppe | Altre coppe | Altre coppe | Totale | Totale |
| Stagione               | Squadra                | Comp                   | Pres       | Reti       | Comp            | Pres            | Reti            | Comp               | Pres               | Reti               | Comp        | Pres        | Reti        | Pres   | Reti   |
| ---------------------- | ---------------------- | ---------------------- | ---------- | ---------- | --------------- | --------------- | --------------- | ------------------ | ------------------ | ------------------ | ----------- | ----------- | ----------- | ------ | ------ |
| 2014-2015              | Vitória Setúbal        | PL                     | 6          | 0          | CP+CdL          | 0+2             | 0               |                    | -                  | -                  |             | -           | -           | 8      | 0      |
| 2015-2016              | Vitória Setúbal        | PL                     | 32         | 2          | CP+CdL          | 3+1             | 0               |                    | -                  | -                  |             | -           | -           | 36     | 2      |
| Totale Vitória Setúbal | Totale Vitória Setúbal | Totale Vitória Setúbal | 38         | 2          |                 | 6               | 0               |                    | -                  | -                  |             | -           | -           | 44     | 2      |
| 2016-2017              | Benfica                | PL                     | 10         | 1          | CP+CdL          | 1+2             | 0               | UCL                | 2                  | 0                  | SP          | 1           | 0           | 16     | 1      |
| 2017-2018              | Braga                  | PL                     | 22         | 1          | CP+CdL          | 1+2             | 0               | UEL                | 5                  | 0                  |             | -           | -           | 30     | 1      |
| 2018                   | Los Angeles FC         | MLS                    | 11         | 0          | USOC            | 1               | 0               |                    | -                  | -                  |             | -           | -           | 12     | 0      |
| 2019                   | Los Angeles FC         | MLS                    | 4          | 0          | USOC            | -               | -               |                    | -                  | -                  |             | -           | -           | 4      | 0      |
| Totale Los Angeles     | Totale Los Angeles     | Totale Los Angeles     | 15         | 0          |                 | 1               | 0               |                    | -                  | -                  |             | -           | -           | 16     | 0      |
| 2019-2020              | Braga                  | PL                     | 25         | 0          | CP+CdL          | 2+2             | 0+1             | UEL                | 9                  | 3                  |             | -           | -           | 38     | 4      |
| 2020-2021              | Braga                  | PL                     | 21         | 1          | CP+CdL          | 5+0             | 0               | UEL                | 8                  | 0                  | -           | -           | -           | 34     | 1      |
| 2021-2022              | Braga                  | PL                     | 28         | 1          | CP+CdL          | 3+1             | 0               | UEL                | 10                 | 0                  | SP          | 1           | 0           | 43     | 1      |
| 2022-2023              | Braga                  | PL                     | 32         | 1          | CP+CdL          | 7+4             | 0               | UEL+UECL           | 5+2                | 0                  | -           | -           | -           | 50     | 1      |
| 2023-gen.2024          | Braga                  | PL                     | 14         | 2          | CP+CdL          | 3+2             | 0               | UCL                | 6                  | 0                  | -           | -           | -           | 25     | 2      |
| gen.-giu. 2024         | Olympiacos             | SL                     | 12         | 2          | CG              | 0               | 0               | UEL+UECL           | 0+9                | 0                  | -           | -           | -           | 21     | 2      |
| 2024-gen. 2025         | Braga                  | PL                     | 12         | 0          | CP+CdL          | 2+1             | 1+0             | UEL                | 7                  | 0                  |             | -           | -           | 22     | 1      |
| Totale Braga           | Totale Braga           | Totale Braga           | 154        | 6          |                 | 35              | 2               |                    | 52                 | 3                  |             | 1           | 0           | 242    | 12     |
| gen.-giu. 2025         | Olympiacos             | SL                     | 2          | 0          | CG              | 3               | 1               | UEL                | 1                  | 0                  | -           | -           | -           | 6      | 1      |
| Totale Olympiakos      | Totale Olympiakos      | Totale Olympiakos      | 14         | 2          |                 | 3               | 1               |                    | 10                 | 0                  |             | -           | -           | 27     | 3      |
| Totale carriera        | Totale carriera        | Totale carriera        | 231        | 11         |                 | 48              | 3               |                    | 64                 | 3                  |             | 2           | 0           | 345    | 17     |

## Palmarès

### Club

#### Competizioni nazionali
- Supercoppa di Portogallo: 1

Benfica: 2016
- Campionato portoghese: 1

Benfica: 2016-2017
- Coppa del Portogallo: 2

Benfica: 2016-2017
Braga: 2020-2021
- Coppa di Lega portoghese: 1

Braga: 2019-2020

#### Competizioni internazionali
- UEFA Conference League: 1

Olympiakos: 2023-2024